# Delwende, lève-toi et marche
Pour plus de détails, voir Fiche technique et Distribution.
Delwende, lève-toi et marche (Delwende) est un film dramatique burkinabé de 2005 réalisé par S. Pierre Yameogo sur une mère et sa fille qui résistent pour succomber à une tradition sexiste locale. Il est projeté dans la section Un Certain Regard au Festival de Cannes 2005 où il a remporté le Prix de l'Espoir .

## Synopsis
Après la mort d'un jeune garçon des suites d'une méningite, Napoko Diarrha (Blandine Yaméogo) est accusé d'avoir mangé son âme à cause d'une tradition sexiste locale .
Pendant ce temps, son mari se sent déshonoré que Diarrha résiste à l'idée de marier leur fille, alors il se venge en répandant une rumeur dangereuse qui la tuerait probablement. Pour cette raison, le sort de Diarrha sera décidé par les anciens du village . Lorsqu'elle apprend qu'elle va être jugée, elle décide de fuir vers la ville la plus proche, Ouagadougou, avant que cela n'ait lieu .
Après avoir réussi à quitter son village, l'âge de Diarrha fait décliner sa santé, tandis que sa fille grandit .
Quelque temps plus tard, sa fille décide de se rendre à Ouagadougou, à la recherche de sa mère disparue. Une fois reconnectées, elles tentent d’échapper à leur société dominée par les hommes .

## Fiche technique
- Titre : Delwende, lève-toi et marche

## Distribution
- Blandine Yaméogo :  Napoko
- Claire Ilboudo : Pougbila
- Célestin Zongo : Diahrra
- Abdoulaye Komboudri : Nonceur
- Daniel Kaboré : Bancé, l'ancien
- Jules Taonssa : Raogo, le devin
- Thomas Ngourma : Elie, le fou